# Boson le Vieux (de la Marche)
Pour les articles homonymes, voir Boson (homonymie) et Boson Ier.
Boson Ier de la Marche dit « le Vieux » fut comte de la Marche extraite de la vicomté de Limoges pour renforcer la lutte contre les Vikings. 
Selon la chronique de Saint-Maixent, il est le fils du comte Sulpice et petit-fils de Geoffroy, premier comte de Charroux (c'est-à-dire de la Marche dont Charroux était alors le chef-lieu) de la Marche et lui succède à sa mort. Il est qualifié comte de la Marche dans une charte de 944, devient le successeur des enfants de Bernard dans le comté de Périgord, et meurt à une époque incertaine. De par son mariage avec Aina (Emma), fille du comte Guillaume d'Angoulême et de Périgord, il devint également comte de Périgord. Il eut cinq fils et partagea ses terres entre les trois aînés :
- Hélie Ier de Périgord, qui reçut le Périgord,
- Aldebert Ier de la Marche, qui devint comte de la Haute-Marche, puis comte de Périgord à la mort de son frère,
- Boson II de la Marche, qui devint comte de la Basse-Marche, puis comte de Périgord à la mort de ses deux frères,
- Gausbert, qui devint moine
- Martin de Périgueux, évêque de Périgueux de 992 à 1000

La Marche et le Périgord étant divisés par la vicomté de Limoges, cela donna lieu à de nombreux affrontements.
Il fonde en 997 le monastère de Moutier-d'Ahun.